# 1958
1958. је била проста година.

## Догађаји

### Јануар
- 31. јануар — Први амерички вештачки сателит „Експлорер 1“ лансиран је из базе Кејп Канаверал, на Флориди.

### Фебруар
- 1. фебруар — Египат и Сирија се ујединиле у Уједињене Арапске Државе.
- 5. фебруар — Амерички бомбардер је одбацио нуклеарну бомбу у море код острва Тајби након судара са другим авионом током вежбе.
- 6. фебруар — У авионској несрећи на минхенском аеродрому погинула 23 путника, међу којима осам играча енглеског фудбалског клуба „Манчестер јунајтед“.
- 21. фебруар — Гамал Абдел Насер је изабран за првог председника Уједињене Арапске Републике, федерације Египта и Сирије.

### Март
- 23. март — Јосип Броз Тито поново изабран за председника ФНРЈ одлуком Савезне скупштине.
- 27. март — Никита Хрушчов заменио је на положају председника совјетске владе Николаја Булгањина.

### Јун
- 16. јун — Обешен Имре Нађ, премијер Мађарске у време антикомунистичке побуне 1956, коју су угушиле совјетске трупе.

### Јул
- 5. јул — Умро је под загонетним околностима Патријарх Викентије, непосредно после сабора на којем је одбио да стави на дневни ред питање признања тзв. Македонске православне цркве.
- 14. јул — Под вођством генерала Абдула Карима у Ираку извршен војни удар у ком су убијени краљ Фејсал II и премијер Нури ел Саид, чиме је Ирак постао република.

### Август
- 23. август — Телевизија Београд почела експериментално емитовање програма.

### Септембар
- 5. септембар — У САД је објављен роман Бориса Пастернака „Доктор Живаго“. Исте године Пастернак добија Нобелову награду за ово дело.

### Октобар
- 15. октобар —  Нуклеарни акцидент у Винчи се догодио у Институту за нуклеарне науке „Борис Кидрич“ у Винчи, када је дошло до истицања радиоактивног материјала из неколико месеци раније постављеног нуклеарног реактора, првог у тадашњој Југославији

### Децембар
- 19. децембар — Председник САД Двајт Ајзенхауер упутио, први пут у свету, божићне честитке преко сателита.

## Рођења

### Јануар
- 4. јануар — Џулијан Сендс, енглески глумац (прем. 2023)[1]
- 9. јануар — Мехмет Али Агџа, атентатор на папу Јована Павла II[2]
- 15. јануар — Борис Тадић, српски политичар и психолог, 3. председник Србије (2004—2012)[3]
- 17. јануар — Миле Исаковић, српски рукометаш[4]
- 21. јануар — Мајкл Винкот, канадски глумац[5]
- 22. јануар — Никос Анастопулос, грчки фудбалер и фудбалски тренер[6]
- 22. јануар — Богдан Станојевић, румунски глумац и политичар српског порекла (прем. 2021)[7]
- 25. јануар — Дивна Карлеуша, српска новинарка и радијска водитељка (прем. 2019)
- 25. јануар — Зоран Цвијановић, српски глумац и продуцент[8]
- 26. јануар — Анита Бејкер, америчка музичарка[9]
- 26. јануар — Елен Деџенерес, америчка глумица, комичарка, ТВ водитељка, списатељица и продуценткиња[10]

### Фебруар
- 1. фебруар — Борче Средојевић, босанскохерцеговачко-српски фудбалер и фудбалски тренер[11]
- 3. фебруар — Милутин Достанић, српски математичар
- 16. фебруар — Ајс Ти, амерички глумац и репер[12]
- 16. фебруар — Оскар Шмит, бразилски кошаркаш[13]
- 17. фебруар — Радослав Миленковић, српски глумац и редитељ[14]
- 21. фебруар — Џек Колман, амерички глумац и сценариста[15]

### Март
- 1. март — Ник Кершо, енглески музичар и музички продуцент[16]
- 3. март — Миранда Ричардсон, енглеска глумица[17]
- 8. март — Гари Њуман, енглески музичар и музички продуцент[18]
- 10. март — Шерон Стоун, америчка глумица, продуценткиња и модел[19]
- 14. март — Алберт II, кнез Монака[20]
- 15. март — Михаило Павићевић, црногорски кошаркаш и кошаркашки тренер[21]
- 20. март — Холи Хантер, америчка глумица и продуценткиња[22]
- 21. март — Гари Олдман, енглески глумац[23]

### Април
- 1. април — Тита, бразилски фудбалер и фудбалски тренер[24]
- 3. април — Алек Болдвин, амерички глумац[25]
- 5. април — Јохан Крик, јужноафричко-амерички тенисер[26]
- 14. април — Питер Капалди, шкотски глумац, редитељ и сценариста[27]
- 21. април — Енди Макдауел, америчка глумица и модел[28]
- 26. април — Шериф Коњевић, босанскохерцеговачки певач[29]
- 29. април — Мишел Фајфер, америчка глумица и продуценткиња[30]
- 30. април — Слободан Ројевић, црногорски фудбалер[31]

### Мај
- 10. мај — Владимир Дивљан, српски музичар (прем. 2015)[32]
- 17. мај — Пол Ди'Ано, енглески музичар, најпознатији као првобитни певач групе Iron Maiden (прем. 2024)[33]
- 25. мај — Пол Велер, енглески музичар[34]
- 27. мај — Линеа Квигли, америчка глумица, продуценткиња, модел, певачица и списатељица[35]
- 29. мај — Анет Бенинг, америчка глумица[36]
- 29. мај — Марина Перазић, хрватско-српска музичарка[37]
- 30. мај — Мари Фредриксон, шведска музичарка, најпознатија као чланица дуа Roxette (прем. 2019)[38]

### Јун
- 7. јун — Принс, амерички музичар, музички продуцент, плесач и глумац (прем. 2016)[39]
- 20. јун — Светозар Цветковић, српски глумац и продуцент[40]
- 22. јун — Брус Кембел, амерички глумац, продуцент, писац и редитељ[41]

### Јул
- 2. јул — Небојша Човић, српски политичар и спортски функционер[42]
- 8. јул — Кевин Бејкон, амерички глумац и музичар[43]
- 10. јул — Фиона Шо, ирска глумица[44]
- 11. јул — Уго Санчез, мексички фудбалер и фудбалски тренер[45]
- 17. јул — Вонг Карвај, хонгконшки редитељ, сценариста и продуцент[46]
- 30. јул — Кејт Буш, енглеска музичарка и музичка продуценткиња[47]

### Август
- 7. август — Брус Дикинсон, енглески музичар, најпознатији као певач групе [48]
- 7. август — Златко Крмпотић, српски фудбалер и фудбалски тренер[49]
- 16. август — Анџела Басет, америчка глумица[50]
- 16. август — Мадона, америчка музичарка и глумица[51]
- 17. август — Белинда Карлајл, америчка музичарка[52]
- 18. август — Мадлен Стоу, америчка глумица[53]
- 20. август — Дејвид О. Расел, амерички редитељ, сценариста и продуцент[54]
- 24. август — Стив Гутенберг, амерички глумац[55]
- 25. август — Тим Бертон, амерички редитељ[56]
- 26. август — Златко Вујовић, хрватски фудбалер и фудбалски тренер[57]
- 27. август — Сергеј Крикаљов, руски космонаут[58]
- 29. август — Олга Одановић, српска глумица[59]
- 29. август — Мајкл Џексон, амерички музичар (прем. 2009)[60]

### Септембар
- 6. септембар — Мајкл Винслоу, амерички глумац, комичар и битбоксер[61]
- 7. септембар — Горан Хаџић, српски политичар (прем. 2016)[62]
- 10. септембар — Горан Шепа, српски музичар, најпознатији као оснивач и певач групе Кербер[63]
- 11. септембар — Роксaн Досон, америчка глумица, продуценткиња, редитељка и сценаристкиња[64]
- 16. септембар — Џенифер Тили, канадска глумица[65]
- 17. септембар — Јанез Јанша, словеначки политичар[66]
- 21. септембар — Милан Младеновић, српски музичар, песник, певач и гитариста групе Екатарина Велика. (прем. 1994)[67]
- 22. септембар — Андреа Бочели, италијански тенор[68]
- 22. септембар — Џоун Џет, америчка музичарка, музичка продуценткиња и глумица[69]

### Октобар
- 5. октобар — Нил Деграс Тајсон, амерички астрофизичар[70]
- 9. октобар — Срђан Шапер, српски музичар, глумац и маркетиншки стручњак, члан група Идоли и ДПД[71]
- 16. октобар — Тим Робинс, амерички глумац, сценариста, редитељ, продуцент и музичар[72]
- 20. октобар — Виго Мортенсен, амерички глумац[73]
- 20. октобар — Иво Погорелић, хрватски пијаниста[74]
- 27. октобар — Сајмон Ле Бон, енглески музичар, најпознатији као певач групе [75]

### Новембар
- 5. новембар — Роберт Патрик, амерички глумац[76]
- 11. новембар — Лус Касал, шпанска музичарка[77]
- 12. новембар — Меган Мулали, америчка глумица, комичарка и музичарка[78]
- 14. новембар — Оливје Маршал, француски глумац, редитељ, сценариста и бивши полицајац[79]
- 17. новембар — Мери Елизабет Мастрантонио, америчка глумица и певачица[80]
- 19. новембар — Чарли Кауфман, амерички редитељ, сценариста, продуцент, драматург и књижевник[81]
- 22. новембар — Џејми Ли Кертис, америчка глумица[82]
- 22. новембар — Брус Пејн, енглески глумац[83]
- 26. новембар — Бошко Ђокић, српски кошаркашки тренер (прем. 2019)[84]
- 30. новембар — Миодраг Јешић, српски фудбалер и фудбалски тренер (прем. 2022)[85]

### Децембар
- 1. децембар — Хавијер Агире, мексички фудбалер и фудбалски тренер[86]
- 14. децембар — Жељко Лукајић, српски кошаркашки тренер[87]
- 19. децембар — Веселин Вуковић, српски рукометаш и рукометни тренер[88]
- 27. децембар — Барбара Крамптон, америчка глумица[89]
- 28. децембар — Тери Бучер, енглески фудбалер и фудбалски тренер[90]
- 28. децембар — Зоран Гајић, српски одбојкашки тренер[91]
- 31. децембар — Биби Њуверт, америчка глумица, певачица и плесачица[92]

## Смрти

### Јануар
- 30. јануар — Ернст Хајнкел, немачки конструктор авиона[93]

### Фебруар
- 1. фебруар — Клинтон Дејвисон, амерички физичар[94]

### Март
- 1. март — Тома Росандић, српски вајар.[95]

### Април
- 5. април — Исидора Секулић, српска књижевница[96]
- 16. април — Розалинд Френклин, енглески научник. (*1920).[97]
- 18. април — Морис Гамлен, француски генерал[98]

### Мај
- 29. мај — Хуан Рамон Хименез, шпански књижевник[99]

### Јун
- 16. јун — Имре Нађ, мађарски политичар[100]

### Јул
- 5. јул — Викентије Проданов, патријарх српски
- 14. јул — Фејсал II, краљ Ирака[101]

### Август
- 14. август — Фредерик Жолио-Кири, француски физичар[102]
- 21. август — Стеван Христић, српски композитор[103]
- 27. август — Ернест Лоренс, амерички физичар[104]

### Септембар
- 22. септембар — Изидор Цанкар, словеначки историчар уметности, књижевник и политичар[105]

### Октобар
- 9. октобар — Пије XII, римски папа[106]
- 14. октобар — Даглас Мосон, аустралијски геолог и поларни истраживач[107]
- 24. октобар — Џорџ Едвард Мур, енглески филозоф[108]

### Новембар
- 19. новембар — Виторио Амброзио, италијански генерал. (* 1879)[109]

### Децембар
- 12. децембар — Милутин Миланковић, српски математичар, астроном и геофизичар. (*1879).[110]
- 12. децембар — Слободан Јовановић, правник, историчар, књижевник, председник Српске краљевске академије и ректор Београдског универзитета[111]
- 15. децембар — Волфганг Паули, аустријски физичар[112]

## Нобелове награде
- Физика — Павел Алексејевич Черенков, Иља Михајлович Франк и Игор Јевгенијевич Там
- Хемија — Фредерик Сангер
- Медицина — Џорџ Велс Бидл, Едвард Лори Тејтум и Џошуа Ледерберг
- Књижевност — Борис Пастернак
- Мир — Жорж Пир (Белгија)
- Економија — Награда у овој области почела је да се додељује 1969. године